# 村田祐基
村田祐基（日语：／ Murata Yūki，1995年1月2日—）是一位日本舞者和電視藝人。出生于德岛县。隸屬於星塵傳播製作部1部。音樂團體超特急的成員，擔任主舞者，團體內代表顏色為紅色。團體活動時使用另一個藝名YUKI。

## 略歷
- 幼稚園時學會後空翻，小學1~2年級正式開始學習舞蹈。並在加入事務所前參加了各項舞蹈活動。
- 2007年5月5日，參加星塵傳播的活動「POWER BOXX vol.1」，並在當時與現為同團體成員的船津稜雅認識[1] 。
- 2010年5月經過徵選，於7月成為EBiDAN的第一期成員。
- 超特急結成前，曾隸屬於EBiDAN中組合「TRRY」（2007年 - 2011年）與「TR2Y2」（2011年，其他TR2Y2成員：船津稜雅、北村匠海、矢部昌暉、小林龍二）[2]。
- 與女演員清野菜名為高中同學。
- 在團體內擔任部分歌曲的編舞，並在演唱會時擔任演出家[3] [4] 。

## 人物
- 有兩個姊姊，一位大7歲，另一位大4歲。
- 特長為特技表演，以後空翻等技巧活用在舞蹈中。
- 高中時期擔任了舞蹈部、武打部...等五個社團的部長[5]。
- 興趣是遊戲、動畫、漫畫。
- 喜歡吃冰品、鳳梨與親子丼。
- 個性膽小、少根筋[6]。

## 出演
※有關以超特急名義參與的活動，請參見相關項目。

### 電視劇
- FAKE MOTION-卓球の王將-（2020年4月9日 - 5月27日、日本電視台）- 飾演 中村 ジローラモ
  - FAKE MOTION –たったひとつの願い-（2021年1月20日 - 3月11日）

### 电影
- サイドライン（2015年10月31日、 BS-TBS /Triple Up）- 主演 中臣貴章

### PV
- Chocolate Planet「アキ君へ、ユビサック」（2023年9月6日）

## 來源
1. ↑  . スターダストプロモーション. 2022-05-13  [2022-09-18]. （原始内容存档于2022-09-07）.
2. ↑  Inc, Natasha. . 音楽ナタリー.   [2022-09-18]. （原始内容存档于2022-09-22） （日语）.
3. ↑  . 超特急 公式ブログ.   [2022-09-18]. （原始内容存档于2022-09-21） （日语）.
4. ↑  . W online.   [2022-09-18]. （原始内容存档于2022-09-21） （日语）.
5. ↑  . 進学ナビ.   [2022-09-20]. （原始内容存档于2022-06-14） （日语）.
6. ↑  Inc, Natasha. . 音楽ナタリー.   [2022-09-18]. （原始内容存档于2022-09-22） （日语）.